# Macaca majori
Macaca majori, comunemente noto come macaco nano o bertuccia nana, è un macaco preistorico risalente al Pleistocene inferiore, i cui resti fossili sono stati trovati in Sardegna. Si ritiene che fosse imparentata con la bertuccia (Macaca sylvanus), presente attualmente nella catena dell'Atlante e a Gibilterra, della quale a volte è ritenuta una sottospecie, nonché con Macaca florentina, un'altra specie estinta che visse in Toscana. Come suggerisce il nome comune, era di dimensioni più piccole rispetto agli altri macachi, di circa il 5-10%, un probabile esempio di nanismo insulare.